# Chelidoperca hirundinacea
Chelidoperca hirundinacea är en fiskart som först beskrevs av Valenciennes, 1831.  Chelidoperca hirundinacea ingår i släktet Chelidoperca och familjen havsabborrfiskar. Inga underarter finns listade i Catalogue of Life.